# Mas dels Casaments
El Mas dels Casaments és una obra noucentista de la Selva del Camp (Baix Camp) inclosa a l'Inventari del Patrimoni Arquitectònic de Catalunya.

## Descripció
Edifici principal de planta gairebé quadrada, arrebossat, pintat en vermell, amb esgrafiat geomètric petit. A la capçalera de la façana, mig esborrat, hi ha pintada la data de l'any de la construcció. Davant de la façana, elevat respecte al camí d'accés i l'entorn proper, hi ha una petita plaça amb arbres i flors.

## Història
Mas construït l'any 1902, al gust de l'època. Actualment es fa servir de vila d'estiueig. Es desconeix quin pot ser l'origen del nom de la casa. Ús agrícola en règim de mitgers